# 北硫磺島
北硫磺島（日語：北硫黃島、きたいおうとう），是一個歸於東京都小笠原村管轄的無人島。

## 簡介
該島位於東京都的南方大約1,200公里、父島的南南西207公里位置，也位於火山列島（硫磺列島）之最北端。最高點為海拔792m的榊ヶ峰（さかきがみね）。
明治時代到太平洋戰爭期間，該島相繼有人由母島移居並聚集形成村落。
該島的四周風浪較大，船隻通常無法接近。島上也有瀕臨絕種的鳥類游隼之棲息地。

## 歷史
- 石器時代 - 島上的遺跡顯示，該島的原住民是由馬里亞納群島移居的。
- 1891年（明治24年）9月9日 - 宣布命名該島為「北硫磺島」，並由東京府小笠原村管轄。
- 1896年（明治29年） - 有漁民由母島移居，戰爭前全盛時期居民有達220人之多。
當地主要發展蔬果種植以及鰹魚的捕撈。並且成立「硫黃島製糖会社」生產蔗糖。
島民並將於島上所挖掘到的石器時代磨製石器送予東京大學作為研究用途。
- 1939年（昭和14年） - 第二次世界大戰爆發。皆時島上有居民103人。
- 1943年（昭和18年）- 東京都成立（東京府廢止）。
- 1944年（昭和19年） - 第二次世界大戰戰爭白熱化，撤出島民90人。
- 1945年（昭和20年） - 北硫黄島派遣隊抵達。
第二次世界大戰結束，9月5日大日本帝國海軍之魚雷艇（日语：魚雷艇 (大日本帝国海軍)）撤出該島。該島降級為無人島。
- 1952年（昭和27年） - 根據舊金山和約，美國進駐北硫磺島。
- 1968年（昭和43年） - 美國交還北硫磺島予日本，轄於東京都小笠原村。
- 1991年（平成3年）7月 - 發現新遺跡－「石野遺跡」。[1]

## 其他
- 2009年7月22日日全蝕觀測拍攝，由日本放送協會（NHK）播出。

## 外部連結
- 地理院地図（页面存档备份，存于）